# Танийа Южная
Мю Большой Медведицы (μ UMa / μ Ursae Majoris / μ Большой Медведицы) — звезда в созвездии Большой Медведицы. Имеет традиционное название — Тания (Танийа) Южная (Tania Australis), что означает «Вторая Южная».
Входит в астеризм Три прыжка газели, представляющий собой три пары звёзд: ν и ξ («первый прыжок»), λ и μ («второй прыжок»), ι и κ Большой Медведицы («третий прыжок»).
μ Большой Медведицы — красный гигант спектрального класса M с видимой звёздной величиной +3,06m. Удаление от Земли составляет около 249 световых лет.
Мю Большой Медведицы — полуправильная переменная звезда, и её яркость изменяется от +2,99 до +3,33m. Существует предположение, что это спектрально-двойная звезда с компаньоном, удалённым на 1,5 а. е. и с периодом вращения 230 дней.